# Piotr Bauć
Piotr Paweł Bauć (ur. 29 czerwca 1960 w Gdańsku) – polski pedagog, nauczyciel akademicki, poseł na Sejm VII kadencji.

## Życiorys
W 1987 ukończył studia z zakresu pedagogiki pracy w Wyższej Szkole Pedagogicznej w Częstochowie. W czasie studiów był aktywistą Zrzeszenia Studentów Polskich. W 2005 na podstawie rozprawy zatytułowanej Działania komunikacyjne w nauczaniu praktyki instrumentalnej na Wydziale Nauk Społecznych Uniwersytetu im. Adama Mickiewicza w Poznaniu uzyskał stopień doktora nauk humanistycznych w zakresie nauk o poznaniu i komunikacji społecznej. Zawodowo związany początkowo z częstochowską WSP, później został pracownikiem naukowym na Wydziale Nauk Społecznych Uniwersytetu Gdańskiego. Prowadził też działalność konsultingową, m.in. w zakresie doradztwa zawodowego.
W wyborach parlamentarnych w 2011 uzyskał mandat poselski, kandydując z 1. miejsca na liście Ruchu Palikota w okręgu gdańskim i otrzymując 13 398 głosów. Objął stanowisko przewodniczącego sejmowej Komisji Edukacji, Nauki i Młodzieży. W październiku 2013, w wyniku przekształcenia Ruchu Palikota, został działaczem partii Twój Ruch. Objął funkcję szefa zarządu tego ugrupowania w województwie pomorskim. Kandydował bez powodzenia w wyborach do Parlamentu Europejskiego w 2014. 26 września tego samego roku wraz z grupą posłów opuścił klub poselski Twojego Ruchu, jednak po kilkunastu dniach do niego powrócił. W marcu 2015, po rozpadzie klubu, znalazł się w kole Ruch Palikota. W wyborach w 2015 nie uzyskał poselskiej reelekcji. Później został działaczem stowarzyszenia Inicjatywa Polska. W wyborach w 2019, formalnie nadal należąc do TR, z rekomendacji iPL znalazł się na liście Koalicji Obywatelskiej; nie uzyskał również wówczas mandatu. Został członkiem partii Inicjatywa Polska, w 2023 z jej ramienia był ponownie kandydatem KO do Sejmu.